# 1473
Rok 1473 (MCDLXXIII) byl nepřestupný rok, který podle juliánského kalendáře započal pátkem. 
Podle židovského kalendáře došlo k přelomu let 5233 a 5234. Podle islámského kalendáře započal dne 7. června rok 878. 

## Události
- 11. srpna – Bitva u Otlukbeli: Osmanský sultán Mehmed II. poráží Akkojunluská říše pod vedením Uzun Hasana.

### Neznámé datum
- Marsilio Ficino se stává knězem.
- Ve slovinském městě Celje byly dokončeny městské ochranné hradby.
- Moldavský kníže Štěpán III. Veliký odmítá platit daně Osmanské říši. Tento krok je považován za příčinu osmanské invaze rozpoutané v roce 1475.
- V Pekingu byl dokončen buddhistický chrám Čen-ťüe na přání císaře Čcheng-chua.
- 1. graduál – zápis notace písně, latinsky (č. území)

### Probíhající události
- 1455–1487 – Války růží
- 1467–1477 – Válka Ónin
- 1468–1478 – Česko-uherské války
- morová epidemie v českých zemích

## Narození

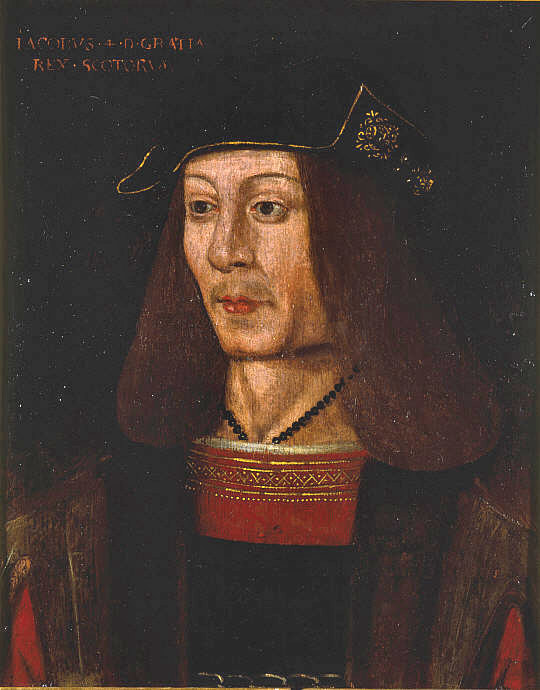
Jakub IV. Skotský (* 17. března)

- Jakub IV. Skotský (* 17. března) 19. února – Mikuláš Koperník, polský astronom, matematik, právník, lékař, římskokatolický duchovní a tvůrce heliocentrické teorie († 1543)
- 16. března – Jindřich Zbožný, vévoda saský a kníže zaháňský († 18. srpna 1541)
- 17. března – Jakub IV., skotský král († 9. září 1513)
- 02. dubna – Jánoš Korvín, nemanželský syn uherského a českého krále Matyáše Korvína († 12. října 1504)
- 19. července – Anna Marie Sforza, dcera milánského vévody a provdaná ferrarská princezna († 30. listopadu 1497)
- 25. července – Magdaléna Medicejská, vévodkyně ze Spoleta z rodu Medicejů († 2. prosince 1519)
- 14. srpna – Markéta Pole, dcera Jiřího, 1. vévody z Clarence, blahoslavená († 27. května 1541)
- 17. srpna – Richard ze Shrewsbury, anglický princ a syn krále Eduarda IV. († asi 1483)
- 25. srpna – Markéta Minsterberská, anhaltsko-desavská kněžna († 28. června 1530)
- 28. srpna – Jakub III., král Kypru a titulární král Jeruzalémský († 26. srpna 1474)
- neznámé datum
  - Hans Burgkmair starší, německý kreslíř, malíř a dřevorytec († 1531)
  - Johannes Cuspinian, německý humanista, básník a diplomat v habsburských službách († 19. dubna 1529)

## Úmrtí

### Česko
- 19. listopadu – Jan z Rabštejna, český kněz, právník, diplomat, spisovatel a humanista (* 1437)
- neznámé datum
  - Jan Černohorský z Boskovic, moravský šlechtic (* ?)

### Svět
- 15. dubna – Sózen Jamana, japonský samuraj a tzv. červený mnich (* 26. červen 1404)
- 06. června – Kacumoto Hosokawa, japonský samuraj jeden z šógunových zástupců v období Muromači (* 1430)
- 28. června – Nicolaus Gerhaert van Leyden, holandský gotický sochař (* ?)
- 25. července – Marie z Armagnacu, francouzská šlechtična (* 1420)
- neznámé datum
  - Marie de Valois, nelegitimní dcera francouzského krále Karla VII. a jeho milenky Agnès Sorel (* 1444)
  - Kjonghje Korejská, korejská princezna z dynastie Čoson (* 1435)

## Hlavy států
- České království – Vladislav Jagellonský – Matyáš Korvín
- Svatá říše římská – Fridrich III.
- Papež – Sixtus IV.
- Anglické království – Eduard IV.
- Dánsko – Kristián I. Dánský
- Francouzské království – Ludvík XI.
- Polské království – Kazimír IV. Jagellonský
- Uherské království – Matyáš Korvín
- Litevské knížectví – Kazimír IV. Jagellonský
- Chorvatské království – Matyáš Korvín
- Norsko – Kristián I. Dánský
- Portugalsko – Alfons V.
- Švédsko – regent Sten Sture
- Rusko – Ivan III. Vasiljevič